# Llista d'episodis de Dora l'Exploradora
Dora l'exploradora és una sèrie animada de televisió, creada per Chris Gifford, Valerie Walsh i Eric Weiner. La sèrie, en un inici amb so en anglès (Dora The Explorer), es va estrenar dins el bloc Nick Jr. del canal Nickelodeon l'any 2000 i va acabar l'any 2014. Es va estrenar a Catalunya el 24 de desembre de 2016 al canal Super 3.

## Temporades
| Temporada | Episodis | Emissió a Catalunya     | Emissió a Catalunya   |
| Temporada | Episodis | Primera emissió         | Darrera emissió       |
| --------- | -------- | ----------------------- | --------------------- |
| 1         | 25       | 26 de desembre del 2016 | 24 de gener del 2017  |
| 2         | 26       | 31 de gener del 2017    | 10 de juliol del 2017 |
| 3         | 20       | 26 de març del 2018     | 21 d'abril del 2018   |
| 4         | 27       | 28 d'abril del 2018     | 9 de juny del 2018    |
| 5         | 22       | 9 de juny del 2018      |                       |

## Episodis (numeració catalana)

### 1a temporada (2000-2001)
| Núm total | Núm a la temporada | Títol en català                        | Títol en anglès                   |
| --- | ------------------ | -------------------------------------- | --------------------------------- |
| 1 | 1                  | La llegenda del gran pollastre vermell | The Legend of the Big Red Chicken |
| La Dora explica al seu amic Botes un conte on hi surt un gran pollastre vermell. El conte acaba dient que el pollastre encara és al gran turó vermell. La Dora i el Botes decideixen anar cap al turó per veure el pollastre. Gràcies al mapa, saben que primer han de travessar un pont i després, una porta. Però el camí no és fàcil i, a més, la guineu Pispa els vol fer la guitza, com sempre.                                                           |                    |                                        |                                   |
| 2 | 2                  | Objectes perduts                       | Lost and Found                    |
| La Dora i el Botes troben un ocell blau petit que s'ha perdut i que demana la seva mare. Els nostres amics de seguida el volen ajudar. L'ocellet diu que la seva mare té el niu en un arbre blau petit. Segons el mapa, per arribar a l'arbre, han de passar per un lloc ple de plàtans i han de travessar un camp de blat de moro. Tots es posen en camí. |                    |                                        |                                   |
| 3 | 3                  | Hic-Bum-Oh!                            | Hic-Boom-Ohhh!                    |
| La Dora i el Botes senten un soroll molt estrany que ve de lluny, però no saben què el fa. El mapa sí que sap d'on ve el soroll: de la vall Groga. Però per arribar-hi hauran de travessar el riu Sorollós i el bosc Silenciós. Cap de les dues coses serà fàcil, però amb l'ajuda dels espectadors, la Dora i el Botes podran arribar a la vall Groga i sabran d'on ve el soroll misteriós.                                                                   |                    |                                        |                                   |
| 4 | 4                  | Platges                                | Beaches                           |
| La Dora vol anar a la platja. El Botes també hi vol anar, però no sap nedar. Sort que la Dora ja hi ha pensat i porta un regal a la motxilla: un flotador. Arribar a la platja no serà fàcil: hauran de travessar unes dunes i passar per una passarel·la. A més, la guineu Pispa intentarà fer-los la guitza. Però la Dora i el Botes són espavilats i segur que arribaran a la platja.                                                                       |                    |                                        |                                   |
| 5 | 5                  | Jo vull un gelat!                      | We All Scream for Ice Cream       |
| La Dora i el Botes tenen ganes de menjar un gelat. Justament quan n'estan parlant, passa una furgoneta que en ven, però no la poden atrapar i se'ls escapa. El seu amic Benny sí que s'ha pogut comprar un gelat i els explica que la furgoneta anava cap a Cucurútxia. La Dora i el Botes decideixen anar-hi també per poder-se comprar un gelat, però el camí no és gens fàcil i hauran de demanar ajuda.                                                    |                    |                                        |                                   |
| 6 | 6                  | El tren xucu-xucu                      | Choo-Choo!                        |
| A la Dora i el Botes els encanta veure els trens. Avui hi ha una cursa entre el Tren Verd, la Locomotora Vermella i un trenet blau que es diu Blue. Han d'arribar a l'Estació Groga i el premi és un xiulet. El Blue el vol guanyar, perquè ell no té xiulet i els altres sí. Amb la vostra ajuda, i la del Mapa i la Motxilla, la Dora guiarà el nostre amic Blue fins a la meta.                                                                             |                    |                                        |                                   |
| 7 | 7                  | L'illa del tresor                      | Treasure Island                   |
| La Dora i el Botes va a buscar un tresor que uns pirates van enterrar fa molt de temps. Però primer han de trobar la clau blava que obre el cofre. Amb un lloro pirata que els fa de guia i els ajuda a buscar la clau, es posen en camí cap a l'illa del Tresor. Però si veieu la Pispa, els heu d'avisar, perquè aquesta guineu lladregota segur que els voldrà pispar la clau blava!                                                                        |                    |                                        |                                   |
| 8 | 8                  | Els tres porquets                      | Three Little Piggies              |
| La Dora i el Botes han anat a la granja a donar un regal als porquets. Com sempre, la Pispa els hi vol pispar. La part bona és que no ho aconsegueix. La part dolenta és que es deixa la porta oberta, els porquets s'escapen i la Dora i el Botes els han d'anar a buscar. Cada porquet s'ha amagat en un lloc diferent, i els nostres amics necessitaran que els ajudeu a trobar-los.                                                                        |                    |                                        |                                   |
| 9 | 9                  | Aventura al riu                        | Big River                         |
| La Dora ha anat a pescar al riu. Al Botes li cau una bota i el corrent se l'emporta. L'han de rescatar! El mapa els diu que primer han de passar per un pont, després han de vorejar les roques de les granotes, i finalment arribaran a la cascada. Com sempre, la Pispa els voldrà fer la guitza, però amb la vostra ajuda i la dels seus amics, segur que el Botes recuperarà la bota perduda.                                                              |                    |                                        |                                   |
| 10 | 10                 | Anem a collir nabius!                  | Berry Hunt                        |
| La Dora i el Botes volen anar a collir nabius. El mapa els diu que els més grossos i sucosos són al turó dels Nabius. Per arribar-hi, han de creuar un riu d'aigües glaçades, i després han de travessar un bosc ple de punxes i espines. Un cop siguin al turó, hauran de vigilar molt, perquè la guineu Pispa té el cau just allà! Anar a collir nabius serà una aventura molt emocionant.                                                                   |                    |                                        |                                   |
| 11 | 11                 | Els desitjos del Llanut                | Wizzle Wishes                     |
| La Dora i el Botes llegeixen un conte que parla del Llanut, un personatge que demana uns desitjos que se li escapen volant. El conte deu ser màgic, perquè els desitjos surten del llibre, i darrere seu hi surt el Llanut empaitant-los. El pobre Llanut queda fora del llibre, però vol tornar amb els seus pares. Perquè pugui demanar de tornar a casa seva, els nostres amics l'ajuden a empaitar els desitjos.                                           |                    |                                        |                                   |
| 12 | 12                 | Casa l'àvia                            | Grandma's House                   |
| Com que l'àvia de la Dora està malalta, la Dora i el Botes li van a portar un cistell amb coses bones perquè es trobi millor. Abans de marxar, la mare els diu que no deixin que la guineu Pispa els prengui el cistell. Fa ben fet d'avisar-los, perquè durant tot el camí, la Pispa intentarà robar-los el cistell de moltes maneres diferents, i la Dora haurà de demanar ajuda cada vegada.                                                                |                    |                                        |                                   |
| 13 | 13                 | Sorpresa!                              | Surprise!                         |
| Com que avui és l'aniversari del Botes, la Dora li ha preparat una festa sorpresa amb els seus amics. Primer li regala un pastís i després se'n van a casa la Dora, que és on es farà la festa, però per anar-hi han de trobar el camí més curt. Pel camí, la guineu Pispa els voldrà robar el pastís, però al final arribaran a casa la Dora i començarà la gran festa d'aniversari del Botes.                                                                |                    |                                        |                                   |
| 14 | 14                 | Precinte                               | Sticky Tape                       |
| El toro Benny va amb globus, però se li obre un forat al globus que li fa perdre aire. El pobre s'espanta i comença a cridar "Precinte!", perquè vol tapar el forat amb precinte. La Dora i el Botes el senten i li volen portar un precinte que, precisament, duu la Dora a la motxilla, però no saben cap on va el globus. El mapa diu que va cap al llac dels Cocodrils, i ells corren cap allà.                                                            |                    |                                        |                                   |
| 15 | 15                 | La pilota botadora                     | Bouncing Ball                     |
| El Botes es vol comprar una pilota que bota molt. No té prou diners, però la Dora n'hi afegeix dels seus i se la pot comprar. Però, així que surten de la botiga, la pilota comença a botar i botar i els nostres amics no la poden atrapar. El mapa els diu que la pilota ha anat a parar a un volcà actiu, i ells se n'hi van de seguida, però pel camí hauran de superar uns quants obstacles.                                                              |                    |                                        |                                   |
| 16 | 16                 | La motxilla                            | Backpack!                         |
| En aquest episodi, la Dora ens explica que els seus pares li van regalar la motxilla que porta sempre. El dia que la va estrenar, hi va posar uns llibres que havia de portar de seguida a la biblioteca perquè se li estava acabant el termini per tornar-los. Pel camí va trobar el Botes, que la va acompanyar a la biblioteca, i tots dos van descobrir els grans avantatges que tenia la motxilla nova.                                                   |                    |                                        |                                   |
| 17 | 17                 | La cuca Cuca-cuc                       | Bugga Bugga                       |
| A la Dora i al Botes els agrada mirar els insectes. Al bosc hi ha formigues, escarabats i una eruga. I també hi ha una cuca que vol portar una galeta a les seves cuques, que l'esperen al niu. Com que la cuca no pot carregar el menjar tota sola, la Dora i el Botes l'ajudaran a arribar a casa seva, al Gran Matoll Blau. Però primer hauran de passar per un jardí i travessar una teranyina.                                                            |                    |                                        |                                   |
| 18 | 18                 | Un peix fora de l'aigua                | Fish Out of Water                 |
| La Dora i el Botes han anat a buscar petxines a la platja. De sobte senten uns plors: és un peixet vermell que s'ha perdut i no sap com tornar amb la seva família. La Dora i el Botes necessitaran la vostra ajuda per ajudar el peixet vermell. Però com que els peixos viuen al fons del mar, portar el peixet vermell amb la seva família serà una gran aventura.                                                                                          |                    |                                        |                                   |
| 19 | 19                 | L'estel petit                          | Little Star                       |
| Abans d'anar-se'n a dormir, la Dora sempre busca el primer estel que surt al cel i demana un desig. Però un cometa despistat ha passat massa a prop de l'estel i l'ha fet caure a la Terra. La Dora i el Botes el volen ajudar a tornar al cel, al costat de la Lluna, perquè tothom pugui demanar un desig a la nit. Els ajudeu a portar l'Estel Petit a casa amb la Lluna?                                                                                   |                    |                                        |                                   |
| 20 | 20                 | La Dora salva el príncep               | Dora Saves The Prince             |
| Hi havia una vegada un petit príncep. Una bruixa molt dolenta el va tancar en una torre molt alta... I ara, la Dora diu que el vol anar a rescatar! El príncep és dintre d'un llibre màgic. Quan la Dora i el Botes diuen la paraula màgica open, el llibre s'obre i hi poden entrar. Ara ja poden anar a salvar el príncep! Però hauran de vigilar molt que no els vegi la bruixa dolenta... i la guineu Pispa.                                               |                    |                                        |                                   |
| 21 | 21                 | La Coqui                               | El Coquí                          |
| Mentre la Dora i el Botes llegeixen un llibre sobre els crits dels animals, arriba una granoteta amb una guitarra. És una granota Coquí, una espècie que canta. Li demanen que canti, però no pot, perquè, quan va marxar de l'illa on vivia amb la seva família i els seus amics, va perdre la veu. La Dora i el Botes decideixen tornar-la a la seva illa perquè pugui cantar de nou.                                                                        |                    |                                        |                                   |
| 22 | 22                 | El xocolater                           | The Chocolate Tree                |
| La Dora és a casa la seva àvia amb el Botes. L'àvia els explica que, quan era petita, era molt amiga d'un arbre xocolater, i els canta una cançó que li va ensenyar l'arbre. Com que veuen que l'àvia s'enyora del xocolater, la Dora i el Botes decideixen anar-lo a buscar i, al final, el troben. Perquè l'àvia no s'enyori, el xocolater els dona una llavor perquè la plantin al costat de casa l'àvia.                                                   |                    |                                        |                                   |
| 23 | 23                 | I love you                             | Te Amo                            |
| La Dora i el Botes llegeixen un conte que explica la història d'un rei i una reina que s'estimaven molt, fins que va arribar un mag dolent que, per separar-los, els va convertir en dues muntanyes encantades. Per trencar l'encanteri, dos amics han de pujar a les muntanyes i cridar "I love you". Naturalment, la Dora i el Botes decideixen trencar l'encanteri, i per fer-ho s'introdueixen dins del conte disposats a buscar les muntanyes encantades. |                    |                                        |                                   |
| 24 | 24                 | La flauta del Pablo                    | Pablo's Flute                     |
| La Dora i el Botes llegeixen un conte que parla del Pablo, un nen que tenia una flauta màgica que feia que tots els animals i plantes de la seva granja estiguessin contents i es fessin molt grans. Però el conte acaba malament, perquè un dia el vent s'emporta la flauta i a la granja tothom està trist. La Dora i el Botes busquen la flauta del Pablo, la troben i decideixen anar a portar-la al nen.                                                  |                    |                                        |                                   |
| 25 | 25                 | La cabanya                             | To The Treehouse                  |
| La Dora i el Botes ajuden la Cuca-cuc a trobar un dels seus fills, i ella els convida a una gran festa que faran en una cabanya del bosc. Després de mirar el mapa per saber on és la cabanya, els nostres amics es posen en marxa per anar-hi. Pel camí van trobant uns quants amics seus que necessiten ajuda. Naturalment, la Dora i el Botes els donaran un cop de mà.                                                                                     |                    |                                        |                                   |
| 26 | 26                 | L'endevinaire                          | Call Me Mr. Riddles               |
| A la Dora i al Botes els agraden molt les endevinalles i, justament, s'acaba de convocar un concurs per endevinar l'endevinalla més rara. Com que el concurs s'ha de celebrar a la muntanya Alta, primer han de saber com s'hi va i després s'han de posar en camí, com sempre. Mentre van cap a la muntanya, han de resoldre unes quantes endevinalles, i al final, a l'hora del concurs, endevinar l'endevinalla més rara.                                   |                    |                                        |                                   |

### 2a temporada (2002–2003)
| Núm total | Núm a la temporada | Títol en català                         | Títol en anglès         |
| --- | ------------------ | --------------------------------------- | ----------------------- |
| 27 | 1                  | La gran tempesta                        | The Big Storm           |
| La Dora i el Botes s'ho passen bé mirant els núvols, però de sobte arriba un núvol de tempesta i s'han d'afanyar a tornar a casa la Dora per no mullar-se. A més, avisen tots els seus amics que també corrin a resguardar-se de la pluja. Troben el camí més curt per anar a casa la Dora, però el núvol els va perseguint i amenaçant tota l'estona. Sort que saben una cançó per fer-lo fora!                                                 |                    |                                         |                         |
| 28 | 2                  | Fast, Tico!                             | ¡Rápido, Tico!          |
| El Botes espera el correu amb impaciència perquè li ha d'arribar un camió de bombers de joguina, però quan rep el paquet té un disgust perquè està buit: la capsa tenia un forat i el camió s'ha perdut pel camí. Amb l'ajuda del mapa descobreixen que ha anat a parar a dalt d'una muntanya nevada. La guineu Pispa ho ha sentit i també s'afanya a anar cap on hi ha el camió per amagar-lo. Qui hi arribarà primer?                          |                    |                                         |                         |
| 29 | 3                  | El bastó màgic                          | The Magic Stick         |
| Un bon dia, tot explorant, la Dora i el Botes descobreixen un bastó que resulta que és màgic, però els animals del bosc canten una cantarella que diu que el bastó màgic només farà la seva màgia a dalt del turó més alt. Per això els nostres amics van cap allà. Pel camí, fan servir el bastó per a moltes coses diferents, però quan arriben a dalt del turó descobreixen la seva autèntica màgia.                                          |                    |                                         |                         |
| 30 | 4                  | La peça que faltava                     | The Missing Piece       |
| La Dora i el Botes han trobat un trencaclosques, però, quan el fan, veuen que li falta una peça. El trencaclosques representa un mag i, justament, la peça que falta és la més important: la vareta màgica. Per saber on l'han d'anar a buscar, ho pregunten al mapa, que els diu que la vareta és al final de l'arc iris. És molt difícil, arribar al final de l'arc iris, però amb l'ajuda dels seus amics, ho aconseguiran.                   |                    |                                         |                         |
| 31 | 5                  | Hem perdut el xisclaire                 | Lost Squeaky            |
| El Botes està molt content perquè té un osset de goma que xiscla quan l'aixafes. Ell s'ho passa molt bé banyant-lo amb aigua i sabó i fent bombolles, però l'osset li rellisca de les mans, surt disparat i el Botes el perd de vista. Per anar-lo a buscar, la Dora i el Botes pregunten al mapa si sap on és. El mapa els diu que ha anat a parar a un lloc molt estrany: un guèiser rosa.                                                     |                    |                                         |                         |
| 32 | 6                  | El Red, el camió de bombers             | Rojo, the Firetruck     |
| La Dora i el Botes han anat al parc de bombers a conèixer el nou camió vermell. Com que és vermell, es diu Red, i té una escala, una sirena i una mànega. El Red té moltes ganes de sortir a rescatar algú. De sobte, sona l'alarma: un gatet s'ha quedat atrapat a dalt d'un arbre. La Dora, el Botes i el nostre camió de bombers vermell surten disparats a rescatar-lo. Necessitaran que els ajudeu!                                         |                    |                                         |                         |
| 33 | 7                  | Anem a buscar el mapa                   | Lost Map                |
| Un ocell ximplet ha confós el mapa amb un pal i se l'ha emportat al seu niu, a dalt de la muntanya Més Alta. La Dora i el Botes volen anar a buscar el seu amic, i han de dibuixar un mapa per saber com s'hi va, a la muntanya Més Alta. Oi que els ajudareu a trobar tot el que necessiten a la motxilla? Però després hauran de vigilar que la Pispa no els hi pispi!                                                                         |                    |                                         |                         |
| 34 | 8                  | El dia de la mare                       | El Día De Las Madres    |
| Com que és el Dia de la Mare, la Dora i el seu pare estan fent un pastís per a la mare de la Dora, però tenen un problema: els falten tres ingredients. Després de consultar el mapa per saber on els ha de trobar, la Dora es disposa a anar a buscar aquests ingredients. Pel camí troba el Botes i altres amics, que també tenen regals per a les seves mares.                                                                                |                    |                                         |                         |
| 35 | 9                  | Els exploradors d'or                    | The Golden Explorers    |
| A la Dora li agrada molt jugar a futbol i ho fa molt bé. Avui engresca els seus amics perquè formin un equip, que bategen amb el nom d'Exploradors d'Or. Els Exploradors s'estrenen jugant un partit contra un equip de dinosaures. Els dinosaures són molt grossos, però la Dora i els seus amics saben jugar en equip i aconsegueixen anar driblant els jugadors rivals fins que ella arriba al davant de la porteria, xuta i...               |                    |                                         |                         |
| 36 | 10                 | Un regal per al Pare Noel               | A Present for Santa     |
| És la nit de Nadal i la Dora i el Botes esperen que passi el Pare Noel perquè li volen donar un regal a ell, que en reparteix tants. Però com que s'adormen, no veuen el moment que el Pare Noel entra per la xemeneia i tampoc li poden donar el regal. Llavors decideixen anar-l'hi a portar al pol nord. S'abriguen bé i emprenen el camí perquè el Pare Noel no es quedi sense regal.                                                        |                    |                                         |                         |
| 37 | 11                 | La doctora Dora                         | Doctor Dora             |
| Avui, la Dora vol jugar a metges. Amb un estetoscopi com els de veritat, li escolta el cor al Botes. De sobte, se sent un soroll: "Atxum! Atxum!" És el toro Benny, que no pot parar d'esternudar. La Dora i el Botes no saben on és, i demanen ajuda al mapa per anar a veure què li passa. Però, pel camí, es trobaran altres amics que també necessiten l'ajuda de la doctora Dora.                                                           |                    |                                         |                         |
| 38 | 12                 | El Pinto, el cavall més ràpid de l'oest | Pinto, the Pony Express |
| La vaquera Dora i el vaquer Botes han de sortir al galop per portar una bossa de galetes al toro Benny. El cavall que munten es diu Pinto i és el més ràpid de l'oest. Però hi ha un problema: la guineu Pispa els vol pispar les galetes per menjar-se-les. La Dora i el Botes hauran d'estar a l'aguait durant tot el camí, ja que la Pispa és capaç de qualsevol cosa per fer-los la guitza.                                                  |                    |                                         |                         |
| 39 | 13                 | Lion, el lleó del circ                  | Leon, the Circus Lion   |
| Avui ha arribat el circ! Mentre veuen passar la caravana, la Dora i el Botes es fan amics d'un lleó que es diu Lion. El somni del Lion és actuar al circ, i la Dora i el Botes decideixen acompanyar-lo a la gran carpa. Però la funció està a punt de començar i s'han d'afanyar. Si els ajudeu a trobar el camí i vigileu que la Pispa no els pispi res, segur que hi arribaran a temps.                                                       |                    |                                         |                         |
| 40 | 14                 | La gran pinyata                         | The Big Piñata          |
| Avui, la Dora i el Botes són a la fira. Volen jugar a molts jocs i pujar a les atraccions, però el que els fa més il·lusió és guanyar la gran pinyata i compartir les joguines i les llaminadures amb els seus amics. Per guanyar-la, han de reunir deu tiquets grocs. Com sempre, el mapa i la motxilla els ajudaran. Però segur que també necessitaran que els doneu un cop de mà.                                                             |                    |                                         |                         |
| 41 | 15                 | El follet alegre                        | The Happy Old Troll     |
| La Dora guarda en una capsa totes les coses que la fan estar contenta. Al Botes també hi ha coses que el fan estar content. Fins i tot el Follet Rondinaire, que sempre rondina, es posa content quan veu certes coses, però són molt poques. Quan se n'assabenten, la Dora i el Botes es proposen un gran repte: aconseguir que el Follet Rondinaire es posi tan content que balli el seu ball alegre.                                          |                    |                                         |                         |
| 42 | 16                 | Una carta per a la Pispa                | A Letter for Swiper     |
| La Dora i el Botes troben l'àguila del correu urgent, que té molta pressa per repartir les cartes que porta. Però, de tant córrer, té un accident i no les pot repartir. Els nostres amics s'ofereixen a ajudar-la i se'n va a repartir cartes. N'hi ha per al Tico, per al Benny i per a l'Isa, però també n'hi ha una per a la Pispa, la guineu lladregota. No els fa gaire gràcia, però l'hi aniran a portar.                                 |                    |                                         |                         |
| 43 | 17                 | El supermapa                            | Super Map!              |
| En una excursió amb la Dora i el Botes, el mapa troba una capa màgica. Se la posa i es converteix en el Supermapa, un mapa amb superpoders. Llavors la mare de la Dora els crida perquè vagin a veure una supersorpresa que hi ha a ca la Dora. Com a cada episodi, el mapa els ajudarà a anar-hi ben de pressa, però com que aquesta vegada és el Supermapa, la seva ajuda serà súper!                                                          |                    |                                         |                         |
| 44 | 18                 | La Dora fa el mico                      | To the Monkey Bars      |
| Mirant les fotos d'un àlbum, la Dora explica al Botes que ella no ha sabut travessar mai tot el pont de barres del parc infantil. El Botes l'anima a tornar-ho a provar perquè creu que ara ja se'n sortirà. Decideixen anar al parc on hi ha aquesta instal·lació perquè la Dora faci la prova, i, quan arriben al parc, troben tots els seus amics, que volen veure com la Dora passa el pont.                                                 |                    |                                         |                         |
| 45 | 19                 | La banda de música                      | Dora, La Música         |
| La Dora i el Botes llegeixen al diari que al poble del costat la gent no pot fer música. Resulta que el senyor Silenci, que no suporta el soroll, els ha tancat els instruments dins d'una caixa. L'única manera d'obrir-la és tocar una peça musical, però sense instruments és impossible. La Dora i el Botes decideixen formar una banda, i es posen en marxa per obrir la caixa i tornar els instruments als seus amos. Oi que els ajudareu? |                    |                                         |                         |
| 46 | 20                 | Fet i amagar                            | Hide and Go Seek        |
| La Dora, el Botes i els seus amics volen que jugueu amb ells a fet i amagar. Què, us ve de gust? Molt bé, pareu vosaltres! Primer heu de buscar la Dora, el Botes, la motxilla i el mapa. Quan els trobeu, tots plegats anireu a buscar el Benny, el Tico, l'Isa i el Sr. Tucà, que s'han amagat molt ben amagats. Si els trobeu, el Sr. Tucà us donarà un trofeu molt maco!                                                                     |                    |                                         |                         |
| 47 | 21                 | Clic!                                   | Click!                  |
| Com que té una càmera nova, la Dora decideix participar en un concurs de fotografia. Ha de presentar-hi les fotos de tres animals: un peresós, una cabra blanca i una guineu. De guineu en coneix una, la Pispa, i, tot i que no li fa gaire gràcia, decideix anar-la a buscar per fer-li una foto. Amb l'ajuda del Botes, es posa en camí per fotografiar els tres animals.                                                                     |                    |                                         |                         |
| 48 | 22                 | Anem a buscar ous                       | Egg Hunt                |
| La Dora i el Botes surten a buscar uns ous molt especials. Són uns ous pintats de molts colors i amb regals a dins. El que els fa més il·lusió trobar és un gran ou groc, però, mentre el busquen, en van trobant molts més de petits. En troben a l'estany dels ànecs, a la granja i al llarg de tot el camí. Fins i tot troben la Pispa disfressada d'ou gegant!                                                                               |                    |                                         |                         |
| 49 | 23                 | Superespies                             | Super Spies             |
| La Dora i el Botes fan d'espies, i el senyor Tucà els encarrega una missió secreta: han d'avisar l'Isa que la guineu Pispa li vol robar uns pastissets! Perquè puguin complir la missió, el senyor Tucà els dona un munt d'eines d'espies que els faran molt servei: unes ulleres per veure-ho tot, unes vambes de reacció, una corda especial, un telèfon... Amb tot això es disposen a complir la seva perillosa missió.                       |                    |                                         |                         |
| 50 | 24                 | La mascota de l'escola                  | School Pet              |
| La Dora ensenya la seva escola al Botes, i una de les coses que li fan més il·lusió que vegi és la mascota de la classe, el hàmster Mimo. Però quan són davant de la gàbia, veuen que no hi és. Primer el busquen per la classe, però llavors veuen que hi ha una finestra oberta i dedueixen que s'ha escapat. El mapa els diu on ha anat a parar el Mimo, i ells surten a buscar-lo.                                                           |                    |                                         |                         |
| 51 | 25                 | Qui fa anys, avui?                      | Whose Birthday Is It?   |
| Si veieu el globus dels aniversaris volant pel cel, vol dir que es prepara una festa d'aniversari. La Dora i el Botes volen descobrir qui fa anys per anar a la seva festa. Però, per arribar al parc on se celebrarà, han de creuar una muntanya i un llac. Pel camí van preguntant al Tico, l'Isa i els altres si és el seu aniversari, però tots diuen que no. Qui deu fer anys, avui? Els voleu ajudar a resoldre el misteri?                |                    |                                         |                         |
| 52 | 26                 | Quac-quac                               | Quack! Quack!           |
| La Dora i el Botes estan pintant un llibre amb ceres. Al llibre hi surt una mare ànega que ha post cinc ous. Quan pinten els ous, es trenquen i en surten aneguets, però l'últim ou va a parar a una altra pàgina, i l'aneguet que hi havia a dins es perd. La Dora i el Botes no dubten ni un segon a entrar al conte per buscar l'aneguet i portar-lo amb la seva mare.                                                                        |                    |                                         |                         |

### 3a temporada (2003–2004)
| Núm total | Núm a la temporada | Títol en català                  | Títol en anglès              |
| --- | ------------------ | -------------------------------- | ---------------------------- |
| 53 | 1                  | La Ciutat Perduda                | The Lost City                |
| La Dora ha perdut el Teddy Bear, el seu osset de peluix, i el Mapa li diu que el pot trobar a la Ciutat Perduda, un lloc on van a parar tots els joguets i els tresors que perden els nens. La Dora i el Botes hi volen anar, però per arribar-hi primer hauran de passar per la piràmide dels números, la drecera i la selva capgirada. Hi arribaran?                                                            |                    |                                  |                              |
| 54 | 2                  | La Dora i el xaiet               | Dora Had a Little Lamb       |
| La Dora i el Botes troben un petit xai blanc que s'ha perdut i que busca la seva mestressa. Per ajudar-lo, tots tres entren en un llibre ple de cançons infantils i, de camí cap a ca la Maria, que és la mestressa del xaiet, troben els personatges de moltes cançons infantils que els ajuden a superar diferents obstacles perquè el xaiet i la Maria es puguin retrobar.                                     |                    |                                  |                              |
| 55 | 3                  | El cosí Diego                    | Meet Diego                   |
| La Dora i el Botes van a veure el Diego, un cosí de la Dora. El Diego ajuda els seus pares a portar un centre de recuperació d'animals. Hi ha una cria de jaguar que s'ha quedat encallada en una pedra enmig del riu, davant d'una gran cascada, i crida demanant ajuda. Els nostres amics sol·liciten la col·laboració de diversos animals per arribar fins al jaguaret i poder-lo ajudar.                      |                    |                                  |                              |
| 56 | 4                  | El camió encallat                | Stuck Truck                  |
| El Botes té molts amics camions, i un bon dia rep una trucada del Camió dels Gelats, que s'ha quedat encallat en un marge i no en pot sortir. Ell i la Dora decideixen anar a ajudar-lo. Pel camí troben uns quants obstacles, però com que el Botes ha agafat el mòbil, pot anar trucant als seus amics camions perquè els ajudin a superar-los fins que arriben on hi ha el Camió dels Gelats.                  |                    |                                  |                              |
| 57 | 5                  | El robot Roberto                 | Roberto the Robot            |
| La Dora i el Botes es troben el Roberto, un robot que s'ha perdut i que els demana ajuda per tornar a casa del seu "grandpa", el seu avi. Per sort, el Roberto porta un cinturó ple d'eines, que els van molt bé per arreglar tot de coses que es troben pel camí. Ah, i avui la Dora i el Botes també coneixen una estrella molt especial i molt manetes que es diu Eines!                                       |                    |                                  |                              |
| 58 | 6                  | La gran patata                   | The Big Potato               |
| El Benny és amb la Dora i el Botes. Tot d'una, troba una vareta màgica i vol convertir una gran pedra en una patata, però és ell el que s'hi acaba convertint. Llavors la Dora i el Botes se l'emporten amb un carretó cap al castell del Mag, perquè ell el torni a transformar en toro. Però, per arribar-hi, han de travessar un jardí, una gran porta i passar pel costat d'un drac adormit. Quin perill!     |                    |                                  |                              |
| 59 | 7                  | Rescat, rescat i rescat          | Rescue, Rescue, Rescue!      |
| La Dora i el Botes senten un crit: és el jaguaret, que no sap com baixar d'un arbre. Després senten un altre crit: és l'Isa, que ha caigut en un clot de sorra i no sap com sortir-ne. I després senten el Benny, que crida perquè s'ha quedat encallat damunt d'un guèiser de fang enganxifós. La Dora i el Botes els han de rescatar tots tres, i primer han de decidir l'ordre dels rescats.                   |                    |                                  |                              |
| 60 | 8                  | Salveu els gossets               | Save the Puppies             |
| La Dora i el Botes juguen a un videojoc en què cal salvar uns gossets que empaita l'home de la gossera. L'home acaba tancant tots els gossets en gàbies menys un, que salta fora del joc per demanar ajuda als nostres amics. Ells entren al joc i han de passar per la caseta del gos i el riu de l'Os de Gos per poder arribar a les gàbies dels gossos i ajudar-los.                                           |                    |                                  |                              |
| 61 | 9                  | Sisplau!                         | ¡Por Favor!                  |
| La Dora llegeix al Botes un conte nou que té. El conte tracta del príncep Kinkajú, a qui han de coronar rei, però la corona és màgica i es queda flotant enlaire, de manera que no se la pot posar. Els nostres amics saben que la paraula màgica per solucionar-ho és la paraula anglesa "please", sisplau, i es fiquen a dins del conte per ajudar el pobre Kinkajú.                                            |                    |                                  |                              |
| 62 | 10                 | Què passa, després?              | What Happens Next?           |
| La Dora li explica el conte dels Tres Porquets al Botes, però quan s'acaba volen saber què passa després. La Dora decideix fer servir la imaginació, i resulta que després arriba un rei que troba a faltar molt la seva mare i que demana als tres porquets que la vagin a buscar. Però, com que els fa por, sabeu qui anirà a buscar la mare del rei? La Dora i el Botes, esclar!                               |                    |                                  |                              |
| 63 | 11                 | La màquina reparadora            | The Fix-It Machine           |
| Al Botes se li ha fet un forat a la sola de la bota, i la Dora li proposa anar fins on hi ha la màquina reparadora superguai perquè l'hi arregli. Pel camí es troben amb altres amics que tenen coses amb forats: el Mapa en té un al mapa, el Tico en té un al neumàtic del cotxe, el Benny, a la barca, i el Follet Rondinaire, als pantalons.                                                                  |                    |                                  |                              |
| 64 | 12                 | El dinosauret                    | Baby Dino                    |
| Un ou gegant cau rodolant d'un turó. Quan es trenca, en surt una cria de dinosaure. La Dora i el Botes volen ajudar el petit dinosaure a tornar amb la seva mare, que viu a l'illa dels dinosaures. Però, per arribar a l'illa, primer han de creuar un riu i després han de passar per davant d'una mare tiranosaure. Amb l'ajuda del Diego i el seu diari de camp, segur que ho aconseguiran.                   |                    |                                  |                              |
| 65 | 13                 | El partit de beisbol del Botes   | Baseball Boots               |
| El Botes vol jugar en un partit de beisbol i li fa molta il·lusió fer de batedor. És molt bo llançant la pilota o agafant-la, però mai ha sigut capaç de batejar-ne cap. Per arribar al camp de beisbol, els nostres amics han de travessar el pont del Follet i després creuar la bassa del Pitcher amb barca. A la bassa hi troben diverses portes que l'estrella Beisbol els ajuda a obrir.                    |                    |                                  |                              |
| 66 | 14                 | El dia especial dels Botes       | Boots' Special Day           |
| Com que és el dia especial del Botes, el petit mico pot triar què vol fer, i decideix que vol participar en una desfilada de tambors, vol visitar el centre de recuperació d'animals i, sobretot, vol anar a veure el seu pare a la feina. El seu pare treballa construint un parc d'atraccions i, quan el van a veure, justament acaben de construir unes grans muntanyes russes i les poden estrenar.           |                    |                                  |                              |
| 67 | 15                 | Cap al Pol Sud                   | To the South Pole            |
| La Dora i el Botes van a visitar el Diego, el cosí de la Dora, al Centre de Recuperació d'Animals. Mentre són allà, arriba un camió del centre amb un animal, un pingüí que ha perdut la seva família. Resulta que la família viu al pol sud, i la Dora, el Botes i el Diego decideixen tornar el petit pingüí a casa seva amb els seus pares. Sembla una feina complicada. Ho aconseguiran?                      |                    |                                  |                              |
| 68 | 16                 | Viatge al planeta porpra         | Journey to the Purple Planet |
| La Dora i el Botes coneixen uns extraterrestres que han aterrat, amb el plat volador, just davant seu. La mala sort fa que, només baixar del plat, aquest s'espatlli i es quedin sense poder tornar a casa seva, el Planeta Porpra. Els nostres amics els hi hauran de dur amb un coet que els deixa l'Isa, travessant la Via Làctia i esquivant roques de l'espai.                                               |                    |                                  |                              |
| 69 | 17                 | Uh!                              | Boo!                         |
| És Halloween i tothom va disfressat, per això la Dora i el Botes no s'estranyen quan troben un monstre petit. Però no és cap disfressa, sinó un monstre petit de veritat que s'ha perdut i que ha de tornar a casa abans de les dotze, perquè aquesta és la norma per als monstres petits. No cal dir que la Dora i el Botes l'ajudaran, però no serà fàcil, perquè el monstre petit no sap com anar-hi.          |                    |                                  |                              |
| 70 | 18                 | La Dora salva el partit          | Dora Saves the Game          |
| La Daisy, la cosina de la Dora, té un partit de futbol molt important, però els falta una jugadora. La Dora i el Botes hauran de travessar una selva plena de cocodrils per arribar a l'estadi de futbol i poder salvar el partit dels Tigres Grocs, que avui s'enfronten als Taurons Vermells en un estadi espectacular, amb un públic que no para d'animar. Arribaran a temps de salvar el partit?!             |                    |                                  |                              |
| 71 | 19                 | ...                              | Dora's Pirate Adventure      |
| ... |                    |                                  |                              |
| 72 | 20                 | La festa superximple             | The Super Silly Fiesta       |
| A la Dora i el Botes els arriba una invitació per anar a la festa superximple del Gran Pollastre Vermell. Però el Pollastre ha perdut el pastís i sembla que no podrà fer la festa. Els nostres amics es posen en camí per assistir-hi i, de passada, ajudar-lo a buscar el pastís. Però per arribar al lloc de la festa han de creuar la Porta que Canta i travessar el pont del Follet Rondinaire. Tenen feina! |                    |                                  |                              |
| 73 | 21                 | El dinosaure de peluix del Botes | Boots' Cuddly Dinosaur       |
| El Botes ha perdut el seu dinosaure de peluix al parc gran, i no pot dormir si no el té amb ell al llit. El mapa li indica que, per arribar al parc gran, primer ha d'entrar al Centre per Animals del Diego, i després ha de passar per davant de l'estable del Benny. Però és un viatge contra rellotge, perquè aviat es farà fosc i llavors no podrà trobar el seu dinosaure!                                  |                    |                                  |                              |
| 74 | 22                 | Feines                           | Job Day                      |
| La mare de la Dora és arqueòloga i està treballant en una piràmide. A dins hi ha una joia perduda, però com que no pot obrir la porta de la piràmide, truca a la Dora per demanar-li ajuda. Vet aquí, doncs, que la Dora i el Botes se'n van cap a la piràmide per ajudar la mare de la Dora a buscar la joia perduda. La trobaran?                                                                               |                    |                                  |                              |
| 75 | 23                 | Més fort                         | Louder!                      |
| El Gall Vermell és l'encarregat de despertar el sol quan arriba l'hora, però el pobre té mal de coll i està afònic. La Dora i el Botes miren de curar-li el mal de coll perquè pugui cantar i amb el seu quiquiriquic aconsegueixi despertar el Sol. Però aquest no és l'únic problema que té el Gall Vermell ja que, per despertar el Sol, també ha de pujar al turó més alt. Que complicat, tot plegat!         |                    |                                  |                              |
| 76 | 24                 | L'alfabet dels animals           | ABC Animals                  |
| Avui, la Dora i el Botes us volen ensenyar la cançó de l'alfabet en anglès, amb l'ajuda del Llibre Gros de l'Abecedari. Però resulta que tots els animals del llibre han desaparegut. Només en queda un, l'armadillo, a la lletra A. La Dora i el Botes han d'entrar al llibre per ajudar-lo a buscar els seus amics, que sembla que s'han amagat tots a l'última lletra de l'alfabet, la Z.                      |                    |                                  |                              |
| 77 | 25                 | Els bons amics                   | Best Friends                 |
| Avui és el Dia de l'Amistat, i la Dora i el Botes han quedat al cim de la penya de l'Arc Iris. Per arribar-hi, la Dora haurà de trobar una clau per obrir un cadenat molt simpàtic, i el Botes haurà de passar per un camí que està ple de crancs, que no són tan simpàtics! Però com que la Dora i el Botes són tan bons amics, no els aturarà ni la guineu Pispa!                                               |                    |                                  |                              |

### 4a temporada (2004-2007)
| Núm total | Núm a la temporada | Títol en català                     | Títol en anglès                    |
| --- | ------------------ | ----------------------------------- | ---------------------------------- |
| 77 | 1                  | ...                                 | Dora's Fairytale Adventure         |
| ... |                    |                                     |                                    |
| 78 | 2                  | Els quinze anys de la Daisy         | Daisy, La Quinceañera              |
| La Dora i el Botes practiquen el mambo perquè saben que el ballaran a la festa d'aniversari de la Daisy, que fa quinze anys. La Daisy els espera per començar la festa perquè ells li porten una corona i unes sabates de mudar, però han de passar per una granja i per una selva tropical on troben tota mena d'entrebancs. A més de superar-los, fins i tot tenen temps de practicar més el mambo.                                          |                    |                                     |                                    |
| 79 | 3                  | Els agafaestrelles                  | Star Catcher                       |
| L'àvia de la Dora li fa un regal molt especial: una butxaca per guardar-hi estrelles. Ella de seguida surt a buscar estrelles amb el Botes i troben la Cu-cut, una estrella molt petita, però llavors apareix la Pispa i els roba la butxaca. La Dora i el Botes pregunten al mapa on és la butxaca, i ell els envia al castell dels núvols passant per llocs perillosos com l'aigua moguda i la muntanya del drac.                            |                    |                                     |                                    |
| 80 | 4                  | The music teacher                   | La Maestra De Música               |
| La mestra de música del Botes va cap a l'escola. Ha de ser-hi abans que hi arribin tots els alumnes, però a mig camí se li espatlla la bicicleta, i no sap com fer-ho per poder arribar a l'hora. La Dora i el Botes decideixen ajudar-la, però primer han de saber on és l'escola i com arribar-hi. El mapa segurament els ajudarà, però no ho tindran gens fàcil.                                                                            |                    |                                     |                                    |
| 81 | 5                  | L'arc de Sant Martí vergonyós       | The Shy Rainbow                    |
| La Dora i el Botes han pujat a una roca molt alta per veure arcs de Sant Martí. En veuen dos de ben grossos i, amagat sota una cascada, en troben un de petitó. Es diu Rainbow, és molt vergonyós i no vol que el vegin brillar al cel. Però el Sol necessita que vagi urgentment a la muntanya de la pluja, i la Dora i el Botes l'ajuden a arribar fins allà.                                                                                |                    |                                     |                                    |
| 82 | 6                  | La muntanya de les estrelles        | Star Mountain                      |
| L'àvia de la Dora li ha fet un regal: un collaret a joc amb una polsera. Però la Pispa, que sempre està a l'aguait, l'hi pispa i el llança a dalt de tot de la muntanya de les estrelles. El collaret ha quedat enganxat a la punta de l'estrella gegant que hi ha al cim. La Dora i el Botes han d'anar a recuperar-lo, amb l'ajuda del Mapa i de les estrelles exploradores.                                                                 |                    |                                     |                                    |
| 83 | 7                  | La Dora ja és una germana gran      | Big Sister Dora                    |
| Avui és un dia molt especial per a la Dora, perquè la mare està a punt de portar-li un germanet o una germaneta. Ara serà la germana gran! La Dora i el Botes han de trobar el camí més ràpid per tornar a casa i conèixer el nou membre de la família. Gràcies als amics que van trobant pel camí, arriben a la casa en un tres i no res, i un cop allà... Sorpresa!                                                                          |                    |                                     |                                    |
| 84 | 8                  | Els Super Babies                    | Super Babies                       |
| Mentre la Dora explica el conte dels Super Babies als seus nous germanets, la Pispa els pispa el puré de plàtan, el seu menjar preferit, i el llança molt i molt lluny. La Dora, el Botes i els Super Babies hauran de passar per molts paranys per arribar fins al lloc on ha anat a parar el puré de plàtan. El mapa i la motxilla els hi ajudaran. I tu segur que també!                                                                    |                    |                                     |                                    |
| 85 | 9                  | Atrapeu les criatures!              | Catch the Babies                   |
| La Dora està reunida amb tota la seva família i junts recorden el dia que van haver d'empaitar els bessonets, els germans petits de la Dora, que anaven en un cotxet que corria camí avall. Tots van haver de córrer: els pares, l'àvia, el cosí i, naturalment, la Dora i el Botes, perquè el cotxet anava directament cap al guèiser rosa, però al final tothom s'ho va passar molt bé.                                                      |                    |                                     |                                    |
| 86 | 10                 | La Dora té un gosset                | Dora's Got a Puppy                 |
| Com que la Dora té un gosset nou, la seva àvia li dona un regal perquè l'hi porti. Ella i el Botes s'afanyen a tornar a ca la Dora per donar-li el regal, però la guineu Pispa s'inventa un munt d'aparells per robar-lo. Durant aquesta aventura, la Dora i el Botes tenen molta més feina que de costum a esquivar la guineu lladregota, però al final s'enduran una sorpresa.                                                               |                    |                                     |                                    |
| 87 | 11                 | Som un equip!                       | We're a Team!                      |
| La Dora i els seus amics, el Botes, el Benny, l'Isa i el Tico, decideixen competir a la gimcana de la superaventura. Per tenir més possibilitats d'èxit, ho faran treballant en equip. El Benny està molt amoïnat perquè ja l'havia intentat fer, aquesta gimcana, però no havia aconseguit pujar el gran mur. Ho aconseguirà, ara, amb l'ajuda dels seus amics? Si tots treballen en equip, és probable que sí..., amb el permís de la Pispa! |                    |                                     |                                    |
| 88 | 12                 | Superespies 2: La màquina pispadora | Super Spies 2: The Swiping Machine |
| Avui és l'aniversari del Tico, i tots els seus amics estan convidats a la festa. La Dora, el Botes i tots vosaltres també! Tots, menys la guineu Pispa, que amb la seva màquina pispadora supermegarràpida intentarà arribar a la festa abans que la Dora i el Botes per pispar-li tots els regals al Tico. Voleu ajudar la Dora i el Botes a arribar a la festa abans que la Pispa?                                                           |                    |                                     |                                    |
| 89 | 13                 | La Dora i el Diego, al rescat       | Dora and Diego to the Rescue!      |
| La Dora i el seu cosí Diego han sortit al bosc a buscar animals. I sabeu qui troben? El Botes! Resulta que el mico vol provar un estel gegant que s'ha fet tot solet, però, de sobte, una ratxa de vent se'ls emporta a tots dos, estel i mico. La Dora i el Diego han de sortir corrents a rescatar el Botes, però primer han de saber cap on se l'emporta el vent.                                                                           |                    |                                     |                                    |
| 90 | 14                 | Una corona pel rei John the Dumb    | A Crown for King Juan el Bobo      |
| El rei John the Dumb, una mica tanoca i despistat, no troba la corona, i a fe que la necessita perquè la seva mare fa anys i li ha demanat que la porti per la seva festa d'aniversari. El pobre rei està desesperat, però la Dora i el Botes s'ofereixen a ajudar-lo a buscar-la. No els serà gens fàcil, però, perquè el rei, en comptes de col·laborar, només els posarà entrebancs.                                                        |                    |                                     |                                    |
| 91 | 15                 | L'embolic de les estacions          | The Mixed-Up Seasons               |
| Com que és l'estiu i fa molta calor, la Dora i el Botes van a passar el dia a la platja, però allà hi troben un ninot de neu que s'ha perdut. De seguida s'ofereixen a acompanyar-lo a l'hivern perquè no es fongui, però, quan arriben allà, hi troben una flor que es pela de fred. La porten a la primavera, i allà hi troben una carbassa que vol anar a la tardor. I finalment, quan arriben a la tardor...                               |                    |                                     |                                    |
| 92 | 16                 | ...                                 | Dora's Dance to the Rescue         |
| ... |                    |                                     |                                    |
| 93 | 17                 | Salvem el Diego                     | Save Diego                         |
| El Diego sempre surt en ajuda dels animals, i, si es dona el cas, els animals sempre surten en ajuda del Diego. Avui, mentre prova de salvar un lloret que està a punt de caure del niu, es queda penjat d'una corda a dalt d'una muntanya. La Dora i el Botes van a salvar-lo, però, com que és tan lluny, molts animals els acompanyen pel camí per ajudar-los a arribar a temps.                                                            |                    |                                     |                                    |
| 94 | 18                 | La primera aventura de la Dora      | Dora's First Trip                  |
| Durant un sopar a casa seva amb la família i els amics, la Dora explica com va conèixer el Botes i els seus altres amics: el toro Benny, la iguana Isa i l'esquirol Tico. Tots ells la van ajudar a trobar el Trio Party per tornar-li els instruments que havia perdut pel camí. Però, a més de conèixer amics, en la seva primera aventura la Dora també va conèixer la Pispa, la guineu lladregota.                                         |                    |                                     |                                    |
| 95 | 19                 | El rugit del Jaguaret               | Baby Jaguar's Roar                 |
| La Dora i el Botes són al Centre per Animals del Diego i coneixen una cria d'os que es diu Menudet, el millor amic del Jaguaret. De sobte, apareix la Pispa, i el Menudet s'espanta i fuig cap a la muntanya gran. Com que no en sap tornar, la Dora, el Botes, el Diego i el Jaguaret hauran d'anar a rescatar-lo. I si vols, tu també els pots acompanyar!                                                                                   |                    |                                     |                                    |
| 96 | 20                 | El Botes, al rescat                 | Boots to the Rescue                |
| És el dia que tots els nens han de lliurar les cançons que han compost a la mestra de música de l'escola, però la Dora no troba la seva. Tot d'una recorda que se la va deixar a casa del Botes, el dia abans. Vet aquí, doncs, que truca al Botes perquè li porti la cançó a l'escola abans que comencin les classes, però el petit mico no ho tindrà gens fàcil, per arribar a temps.                                                        |                    |                                     |                                    |
| 97 | 21                 | ...                                 | Dora's World Adventure!            |
| ... |                    |                                     |                                    |
| 98 | 22                 | El Cranquet                         | Baby Crab                          |
| La Dora i el Botes es troben un cranc petit atrapat en una xarxa i l'ajuden a sortir-ne, però després el pobre cranc no sap com tornar amb la seva mare. El mapa els explica que la mare viu a l'illa dels crancs, però per arribar-hi hauran de travessar un castell de sorra on hi viu un calamar que els farà cantar, i després hauran passar per sobre d'unes cloïsses pessigadores! Els hi acompanyes?!                                   |                    |                                     |                                    |
| 99 | 23                 | ...                                 | Dora Saves the Mermaids            |
| ... |                    |                                     |                                    |